# Fámjinserklæringen
Fámjinerklæringen er en fælles principerklæring mellem Danmarks regering og Færøernes Landsstyre
om Færøernes medvirken og inddragelse i udenrigs- og sikkerhedspolitikken.
Den 29. marts 2005 underskrev den danske udenrigsminister Per Stig Møller og Færøernes lagmand, Jóannes Eidesgaard, i Fámjin "Fámjinserklæringen", der har til hensigt at forbedre færingernes indflydelse på øgruppens egen udenrigs- og sikkerhedspolitik.
Hele indholdet af aftalen kan læses på Wikisource.

Fámjinerklæringen den 29. marts 2005

## Fælles principerklæring mellem Danmarks Regering og Færøernes Landsstyre om Færøernes medvirken og inddragelse i udenrigs- og sikkerhedspolitikken
Danmarks Regering og Færøernes Landsstyre er enige om, med forbehold af de danske myndigheders forfatningsmæssige ansvar og beføjelser vedrørende forhandling, indgåelse og opsigelse af folkeretlige aftaler, at lægge følgende politiske principper til grund for Færøernes medvirken og inddragelse i udenrigs- og sikkerhedspolitiske spørgsmål:
- I forvaltningen af udenrigs- og sikkerhedspolitiske spørgsmål af betydning for Færøerne er det naturligt, at Færøerne medinddrages og har medindflydelse.
- Der er tale om en ægte medinddragelse og medindflydelse med sigte på ligeværdighed i alle spørgsmål hvor Danmark og Færøerne i fællesskab er inddraget.
- Når sådanne spørgsmål af særlig interesse for Færøerne måtte kræve internationale forhandlinger, er det naturlige udgangspunkt, at Færøernes Landsstyre deltager i sådanne forhandlinger: sammen med Danmarks Regering for at gøre færøske synspunkter og interesser gældende.
- Det er naturligt, at Færøernes Landsstyre, hvor dette er foreneligt med folkeretlig praksis, kan være medunderskriver sammen med Danmarks Regering, når sådanne internationale forhandlinger fører til indgåelse af folkeretligt bindende aftaler på rigets vegne.
- Danmarks Regering vil støtte, når det drejer sig om fuldt ud overtagne områder, Færøske anmodninger om at opnå associeret medlemskab i mellemfolkeiige organisationer, hvor dette er foreneligt med organisationens grundlæggende regler og ikke rejser særlige statsretlige problemer.
- At denne fælleserklæring og de i bilagene til denne erklæring nedfældede retningslinjer for samarbejdet, er forenelig med Lov om Færøernes landsstyres indgåelse af folkeretlige aftaler.

## Ekstern henvisning
- Den færøske hjemmestyreordning
- Famjinerklæringen Arkiveret 10. februar 2015 hos  Wayback Machine